# Bačice
Bačice är en ort i Tjeckien.   Den ligger i regionen Vysočina, i den sydöstra delen av landet, 160 km sydost om huvudstaden Prag. Bačice ligger 424 meter över havet och antalet invånare är 192.
Terrängen runt Bačice är platt. Runt Bačice är det ganska glesbefolkat, med 40 invånare per kvadratkilometer. Närmaste större samhälle är Třebíč, 18,0 km nordväst om Bačice. Trakten runt Bačice består till största delen av jordbruksmark.